# Liste der Biografien/Ria
Liste der Biografien |
Portal Biografien |
Personensuche
# |
A |
B |
C |
D |
E |
F |
G |
H |
I |
J |
K |
L |
M |
N |
O |
P |
Q |
R |
S |
T |
U |
V |
W |
X |
Y |
Z |
?
 
Ra |
Rb |
Rd |
Re |
Rh |
Ri |
Rj |
Rk |
Rl |
Rm |
Rn |
Ro |
Rr |
Rs |
Rt |
Ru |
Rv |
Rw |
Rx |
Ry |
Rz
 
Ria |
Rib |
Ric |
Rid |
Rie |
Rif |
Rig |
Rih |
Rii |
Rij |
Rik |
Ril |
Rim |
Rin |
Rio |
Rip |
Riq |
Rir |
Ris |
Rit |
Riu |
Riv |
Riw |
Rix |
Riy |
Riz
Die Liste der Biografien führt alle Personen auf, die in der deutschsprachigen Wikipedia einen Artikel haben. Dieses ist eine Teilliste mit 46 Einträgen von Personen, deren Namen mit den Buchstaben „Ria“ beginnt.

## Ria

### Riab
- Riabko, Kyle (* 1987), kanadischer Schauspieler und Sänger

### Riac
- Riach, Nancy (1927–1947), britische Schwimmerin
- Riachão (1921–2020), brasilianischer Musiker und Komponist
- Riachi, Najla (* 1961), libanesische Politikerin

### Riad
- Riad Al Sunbati (1906–1981), ägyptischer Komponist und Musiker
- Riad, Abdul Munim (1919–1969), ägyptischer Militär, General und Stabschef der ägyptischen Armee
- Riad, Mahmoud (1917–1992), ägyptischer Politiker, Generalsekretär der Arabischen Liga (1972–1979)
- Riad, Tomas (* 1959), schwedischer Sprachwissenschaftler
- Riadi, Christian (* 1972), chilenischer Fußballspieler
- Riadigos, Jimena (* 2000), argentinische Beachhandballspielerin
- Riadis, Emilios (1880–1935), griechischer Pianist und Komponist

### Riah
- Riahi, Arash T. (* 1972), österreichischer Filmregisseur, Drehbuchautor und FilmproduzentArash T. Riahi (* 1972)

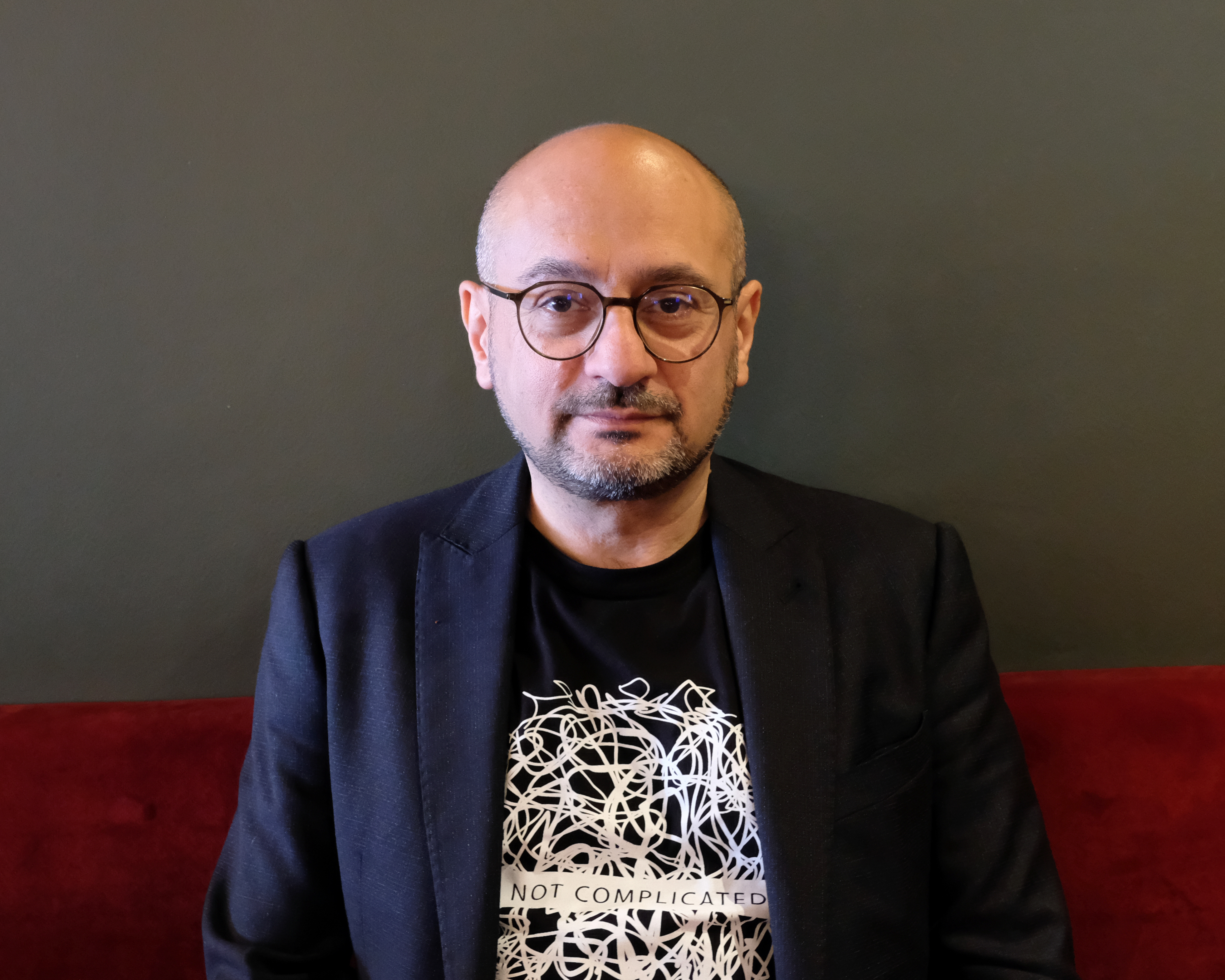
Arash T. Riahi (* 1972)

- Riahi, Arman T. (* 1981), österreichischer Filmregisseur und Drehbuchautor
- Riahi, Keywan, österreichischer Energiewissenschaftler
- Riahi, Mohammad-Amin (1923–2009), iranischer Geisteswissenschaftler

### Rial
- Rial, Héctor (1928–1991), argentinisch-spanischer Fußballspieler und -trainer
- Rial, Núria (* 1975), spanische Sopranistin (Katalonien)Núria Rial (* 1975)

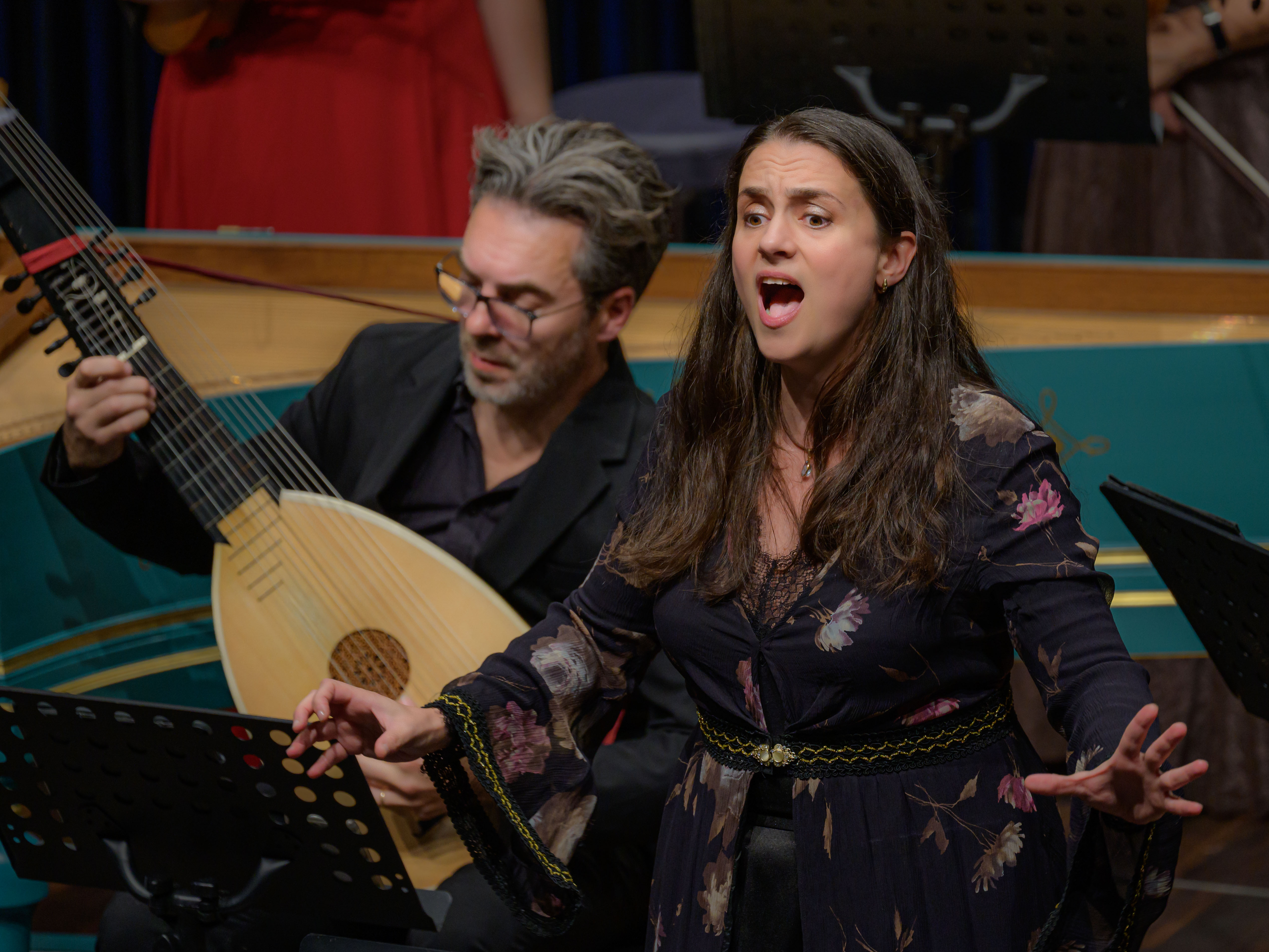
Núria Rial (* 1975)

- Riall, Lucy (* 1962), irische Neuzeithistorikerin und Hochschullehrerin
- Riall, Phineas (1775–1850), britischer General
- Rialson, Candice (1951–2006), US-amerikanische Schauspielerin

### Rian
- RIAN, österreichischer Musiker
- Rian, Espen (* 1981), norwegischer Nordischer Kombinierer
- Rian, Øystein (* 1945), norwegischer Historiker und Autor
- Rianda, Mike (* 1984), US-amerikanischer Filmregisseur, Drehbuchautor und Synchronsprecher
- Riani, Sarah (* 1983), französische R&B-Sängerin und Pop-Sängerin
- Riaño, Astrid Puentes, kolumbianische Juristin und Menschenrechtsexpertin
- Riaño, Diego de († 1534), spanischer Architekt
- Riant, Paul (1836–1888), französischer Altertumsforscher und Orientalist
- Rianzares Bautista, Ambrosio (1830–1903), philippinischer Rechtsanwalt

### Riar
- Riario Sforza, Sisto (1810–1877), italienischer Geistlicher, Erzbischof von Neapel und Kardinal
- Riario Sforza, Tommaso (1782–1857), italienischer Geistlicher und Kardinal der Römischen Kirche
- Riario, Alessandro (1543–1585), italienischer Kardinal der römisch-katholischen Kirche
- Riario, Girolamo (1443–1488), Neffe oder Sohn von Papst Sixtus IV. und Herr von Imola und Forlì
- Riario, Pietro (1445–1474), Kardinal der Römischen Kirche
- Riario, Raffaele (1460–1521), Kardinal, Kunstmäzen
- Riarua, Assa (* 1848), Häuptling der Herero

### Rias
- Rias-Bucher, Barbara (* 1948), deutsche Buchautorin
- Riasco, Rigoberto (1952–2022), panamaischer Boxer im Superbantamgewicht
- Riascos, Duvier (* 1986), kolumbianischer Fußballspieler
- Riashi, George (1933–2012), libanesischer Ordensgeistlicher, Erzbischof von Tripoli

### Riat
- Riat, Damien (* 1997), Schweizer Eishockeyspieler
- Riatsch, Clà (* 1956), Schweizer Literaturwissenschaftler, Romanist

### Riau
- Riaucour, Andreas von (1722–1794), Reichsgraf und Diplomat im Dienste des Kurfürsten von Sachsen

### Riaz
- Riaz, Aliya (* 1992), pakistanische Cricketspielerin
- Riaz, Faiqa (* 1999), pakistanische Sprinterin
- Riazzi, Matt (* 1970), US-amerikanischer American-Football-Spieler